# Eula (Fluss)
Die Eula ist ein rechter Nebenfluss der Wyhra im nordwestlichen Sachsen. Sie hat eine Länge von 31 Kilometern und ein Einzugsgebiet von etwa 171 km².

## Name
Der Name der Ortschaft Eula wurde auf den Fluss übertragen. Dieser leitet sich vom altsorbischen Wort *ił für 'Lehm, Ton' ab. Entsprechend war die ursprüngliche Bedeutung des Dorfes 'Ort, wo es Lehm/Ton gibt'. Oberhalb der Mündung der Kleinen Eula wird der Wasserlauf auch als Große Eula bezeichnet.

## Verlauf

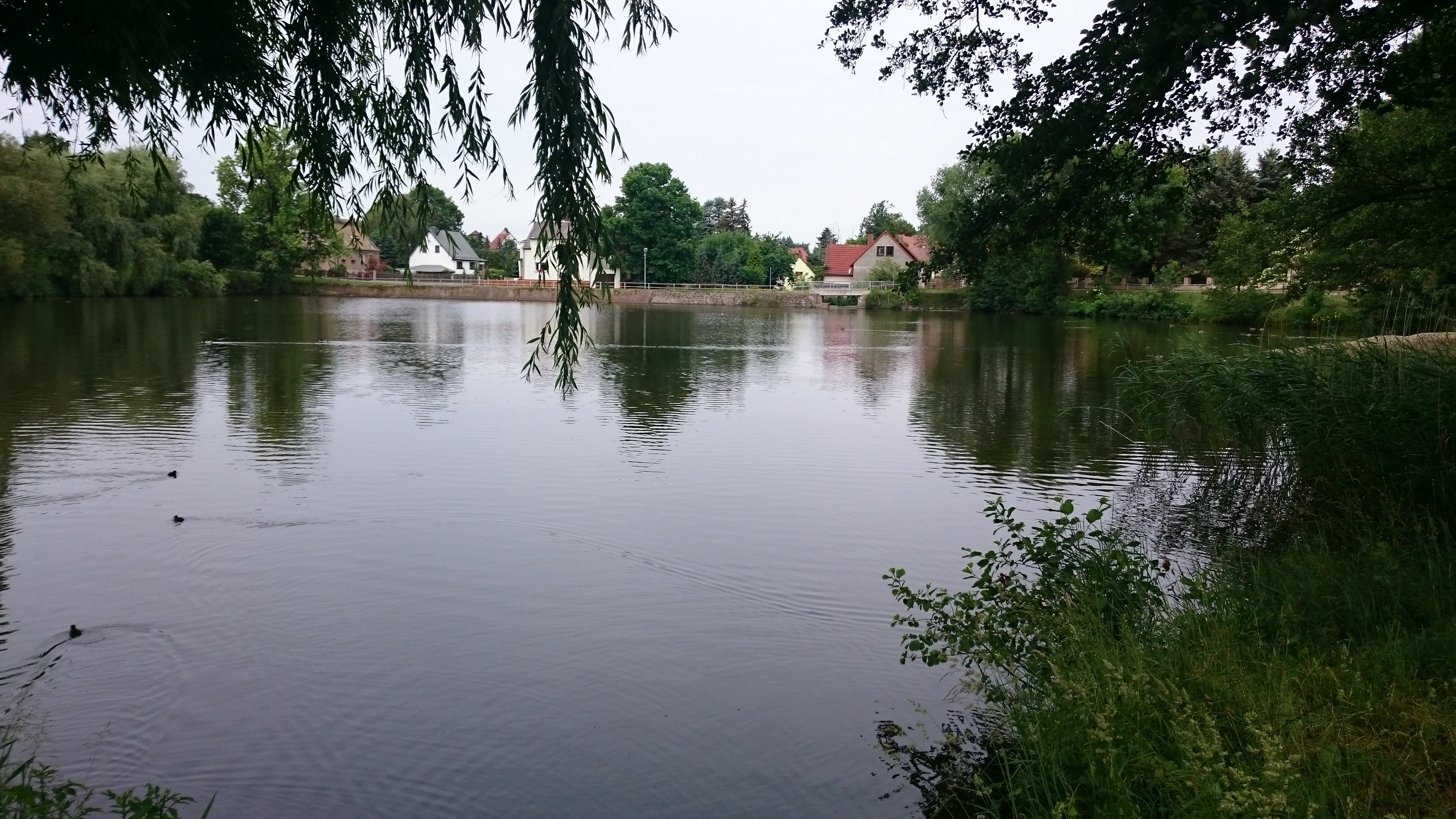
Der Oberfürstenteich in Geithain, von der Eula durchflossen

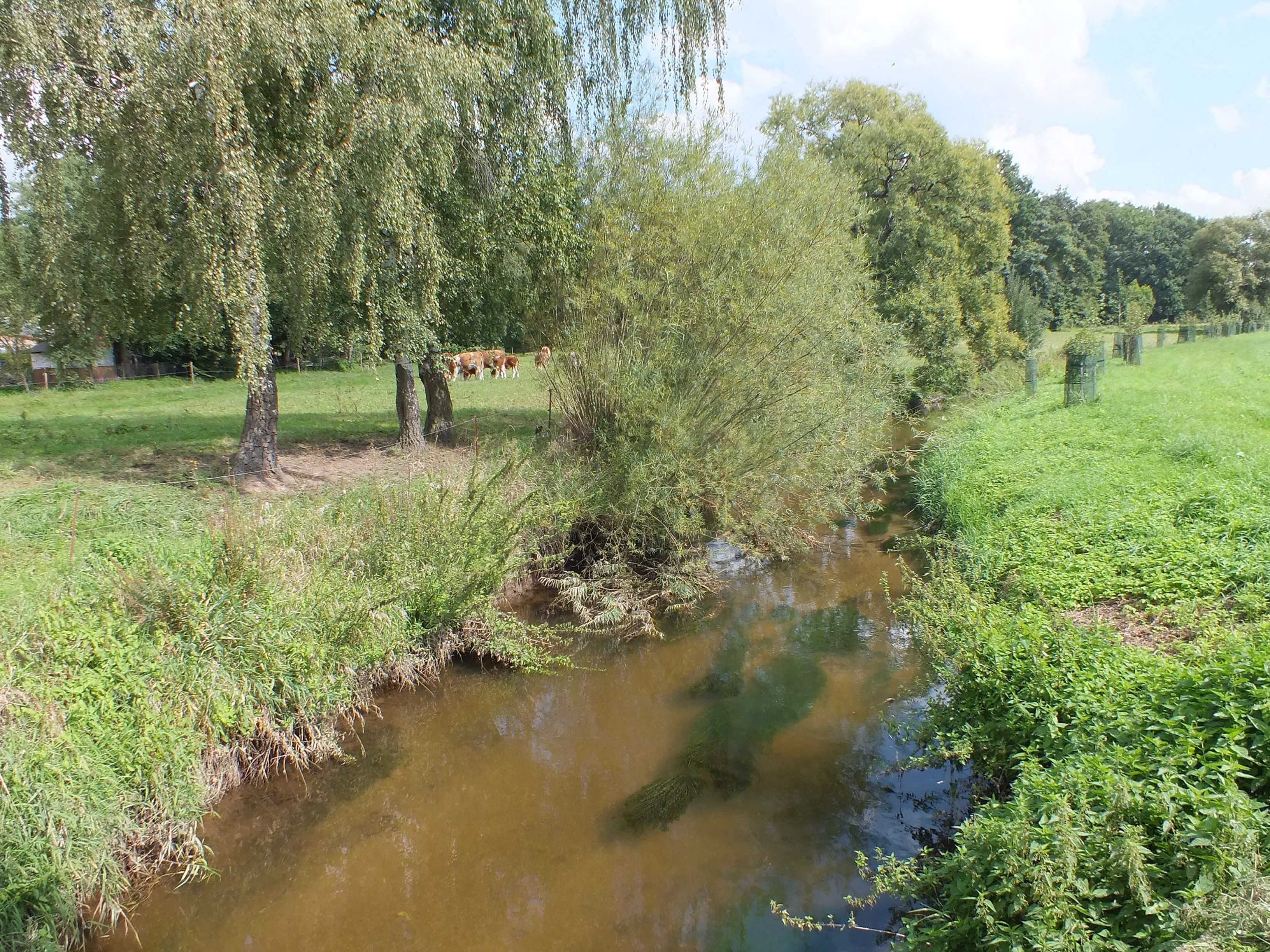
Die Eula bei Beucha

Die Eula entspringt im Eulawäldchen südlich des Geithainer Ortsteils Wickershain. Sie durchquert Geithain, wobei sie am Freibad den Oberfürstenteich durchfließt. Hinter Geithain nimmt sie von links den Salzbach und von rechts den Kalkbach auf. Über Niedergräfenhain, Frauendorf und Hermsdorf erreicht sie Prießnitz. Hier münden von rechts der Frankenhainer Bach und die Kleine Eula. Über Flößberg und Beucha fließt sie auf Kitzscher zu, nachdem sie vor Beucha noch den Heinersdorfer Bach und den Steingrundbach aufgenommen hat.
Während die Eula über weite Strecken begradigt ist, besitzt sie zwischen Beucha und Kitzscher noch naturnahe Fließstrecken mit Mäandern, Sandbänken und Kolken.
Nach Aufnahme des Jordanbaches in Kitzscher wendet sie sich aus der bisher vorwiegend nordwestlichen Richtung in eine südwestliche bis westliche. Vorbei an Braußwig, Dittmannsdorf und Eula, wo sie seit 2009 auf etwa einem halben Kilometer Fließstrecke wieder durch ihr altes, gewundenes Bett fließt, unterquert die Eula schließlich die Bundesstraße 95. Anschließend fließt sie zwischen Haubitz und dem Speicherbecken Witznitz weiter und mündet nach insgesamt 31 Kilometern bei Großzössen in die Wyhra, welche schon nach weiteren zwei Kilometern die Pleiße erreicht.

## Nebenflüsse
- Salzbach
- Kalkbach
- Frankenhainer Bach
- Kleine Eula
- Heinersdorfer Bach
- Steingrundbach
- Jordanbach

## Orte an der Eula
- Wickershain (zu Geithain)
- Geithain
- Niedergräfenhain (zu Geithain)
- Frauendorf (zu Frohburg)
- Hermsdorf (zu Frohburg)
- Prießnitz (zu Frohburg)
- Flößberg (zu Frohburg)
- Beucha (zu Bad Lausick)
- Kitzscher
- Braußwig (zu Kitzscher)
- Dittmannsdorf (zu Kitzscher)
- Eula (zu Borna)
- Haubitz (zu Borna)
- Großzössen (zu Neukieritzsch)

## Nutzung
August Schumann schreibt 1815 im Staats-, Post- und Zeitungslexikon von Sachsen über die Eula als Fluss: Sein Wasser treibt sechs bedeutende Mühlen. Davon ist heute keine mehr in Betrieb.
Dagegen ist auch heute noch die gesamte Flusslänge als Angelstrecke ausgeschrieben und wird vom Anglerverband Leipzig e. V. betreut. Die fischereiliche Einstufung des Flusses gibt Auskunft über die Wasserqualität. Die Eula ist ein Cyprinidengewässer, d. h. sie besitzt die zweithöchste Qualitätsstufe. Salmonidengewässer-Qualität wird nicht erreicht, weil die sommerliche Erwärmung in der offenen Feldflur und die noch vorhandene Abwasserfracht dem entgegenstehen. In der Eula sind neben Weißfischen auch kleine Karpfen und Schleien anzutreffen, die beim Abfischen von an den Eula-Zuflüssen gelegenen Aufzuchtteichen in den Bach gelangen.
Für die wassertechnische Unterhaltung und Pflege der Eula, die als Gewässer I. Ordnung im Landkreis Leipziger Land eingestuft ist, ist die Flussmeisterei Borna zuständig.